# Pelecopsis fulva
Pelecopsis fulva är en spindelart som beskrevs av Holm 1962. Pelecopsis fulva ingår i släktet Pelecopsis och familjen täckvävarspindlar.
Artens utbredningsområde är Uganda. Inga underarter finns listade i Catalogue of Life.